# In nomine Domini
In nomine Domini (лат. У име Господње) је папска була коју је написао папа Никола II. Була је издата 13. априла 1059. године, и довела је до великих реформи у систему избора папа, а пре свега увођења кардинала-бискупа као јединих бирача папе, уз сагласност нижег свештенства. Ово правило задржано је до данас.

## Позадина
До објављивања буле In nomine Domini, наследник папе се често одлучивао кроз марионетски изборни процес. Цар Светог римског царства је често, директним именовањем, постављао поглавара цркве. У другим приликама, сам понтифекс је за живота одређивао ко ће га наследити. Према канонском праву, такве номинације нису биле ваљан избор за наследника и легални бирачи су морали да ратификују избор, иако су несумњиво били под утицајем околности да подрже империјалне преференције.
Током средине XXI века, кардинал Хилдебранд (будући папа Гргур VII) почео је да оспорава право Светог римског цара на апробацију. Хајнрих III, цар Светог римског царства, је пред крај свог живота био суочен са снажним побунама у цркви. С друге стране, настајао је да обезбеди подршку за свог сина, Хајнрих IV. Хајнрих III умире у октобру 1056. године а само годину дана, у јулу 1057. године, умире и папа Виктор II. Римског цара наследио је Хајнрих IV који је имао шест година када му је отац умро, а на место поглавара цркве постављен је папа Стефан IX. Избор Стефана II добио је сагласност царице-регента Агнесе од Поатуа, упркос изостављању традиционалних прелиминарних корака и чекању кардинала за царску номинацију.
Стефанов понтификат трајао је мање од девет месеци и након његове смрти, за новог папу изабран је Никола II. Убрзо након свог именовања 1058. године, Никола II сазвао је синод у Сутрију, уз подршку царске палате и присуство царског канцелара. Први задатак Синода био је да прокаже и екскомуницира нерегуларно изабраног антипапу Бенедикта X, који је био марионета моћног тускулумског грофа.
Уз пратњу трупа војводе од Лорена, Годфрида III, папа Никола II се упутио ка Риму, а Бенедикт X, суочен са сигурним поразом, напустио је град. Никола II је постао папа 24. јануара 1059. године уз широко прихватање римског народа. Желећи да избегне будуће контроверзе на папским изборима и да обузда спољни утицај ванцрквених страна, нови папа је, априла 1059. године, само неколико месеци од свог устоличења, сазвао синод у Риму. Папска була In nomine Domini је била кодификација синодских одлука.

## Садржина папске буле
У име Господа Бога нашег Спаситеља Исуса Христа, у години 1059. од рођења, у месецу априлу, 12. индикта — пред Светим јеванђељем које је постављено пред нас и под председавањем најчаснијег и благословљеног апослотлског папе Николе заједно са најчаснијим надбискупима, бискупима, опатима и уваженим свештеницима и деканима који су присуствовали у цркви латеранског патријарха која је названа Константиновом црквом, исти уважени понтиф одлучио је према апостолском ауторитету да говори  о избору врховног првосвештеника.
Ви знате благословљени и вољени пријатељи, бискупи и браћо, нити се ово крије од чланова нижег ранга,  колико је несреће ова апостолска столица у којој према божијој вољи ја служим претрпела од смрти нашег учитеља и претходника, Стефана блаженог у сећањима: колико је бура, заиста, и честих напада упућено од  трговаца симонијске јереси да су стубови  живог бога скоро пољуљани и да је мрежа главног рибара потопљена међу нелетима јаког ветра брода који тоне. Стога, молим вас браћо морамо мудро да предузмемо мере у будућим случајевима и да обезбедимо за нашу државу и цркву будућност да не би  — што Бог забрањује  — да исто зло оживи и преовлада. Стога, оснажени ауторитетом наших претходника и наших светих отаца, ми доносимо,  одлучујемо и успостављамо.
Да не би били суочени са  спорошћу у одлучивању  и било каквим изговором, црквени људи ће водити избор папе док ће остали само следити.— уводни део папске буле In nomine Domini, папа Никола II

### Права светог римског цара
Након што је цар Константин пружио мир хришћанима а потом и сам прешао у њихову веру, хришћанска заједница добила је снажан утицај на племство. Међутим, с годинама, утицај племства на цркву је био све већи. Првобитни поглавари цркве бирани су од стране свештенства и верника а од четвртог века у овај процес почеле су да се мешају племићке и владарске породице. Њихов утицај постао је толико снажан, да су до XI века папе углавном биране директним именовањем краља а потом и цара. То је касније довело до неслагања и унутрашњих сукоба у самој цркви а потом и до значајних политичких питања која су мењала ток европске историје. Оснажени револуционарним покретима и идејама, окупљање Синода у Риму 1059. године требало је да одлучи даљи ток утицаја владара на избор папе.
Була In nomino Domini, коју је донео папа Николе II, значајно је умањила утицај и право цара на постављање будућих папа. Конкретно, у канонско право унето је:
- Имплицитно, право цара на одабир римског папе је укинуто; и [6][напомена 1]
- Право царске потврде, односно сагласност на избор папе је задржано, али је постало мање моћно, јер је то била обична лична привилегија коју је цару дала Римска столица и могла се опозвати у било ком тренутку. [5]